# Pavel Dreksa
Pavel Dreksa (* 17. září 1989 Prostějov, Československo) je český fotbalový obránce, který od roku ledna 2020 hraje ve Zbrojovce Brno. Jeho tchánem je bývalý prvoligový fotbalový obránce Petr Maléř.
Mimo ČR působil na klubové úrovni v Ázerbájdžánu.
Jeho manželka Hana hrála za volejbalový tým SK UP Olomouc.

## Klubová kariéra

### SK Sigma Olomouc
Je odchovancem 1. SK Prostějov, kde hrál v mládežnických výběrech. Šikovného obránce si vyhlédla Sigma Olomouc, kam přestoupil v roce 2005. V roce 2009 si ho trenér Zdeněk Psotka vybral do A-týmu Sigmy. Rok 2011 strávil celý na hostování, nejdříve na jaře v FK Ústí nad Labem, na podzim v FC Baník Ostrava. Od roku 2012 hrál stabilně v základní sestavě Sigmy Olomouc.
Sezona 2013/14 dopadla neslavně, se Sigmou zažil sestup do druhé české ligy.

### 1. SC Znojmo (hostování)
K 1. lednu 2014 odešel ze Sigmy Olomouc společně se spoluhráčem Jaroslavem Svozilem na hostování do druholigového týmu 1. SC Znojmo.

### MFK OKD Karviná
V létě 2015 odešel ze Sigmy Olomouc na půlroční hostování s opcí na přestup do druholigového klubu MFK OKD Karviná. V zimní pauze pak Karviná uplatnila opci a hráče odkoupila. S Karvinou vybojoval v sezóně 2015/16 postup do české nejvyšší ligy.

### Neftçi Bakı PFK (hostování)
V lednu 2017 odešel na hostování do ázerbájdžánského klubu Neftçi Bakı PFK z hlavního města Baku. Z tohoto hostování se vrátil v zimě 2017/2018 a dále pokračoval za MFK OKD Karviná, tentokrát již v první lize.

## Reprezentační kariéra

### Mládežnické výběry
Pavel Dreksa hrál v dresu reprezentačních mládežnických výběrů Česka do 18, 19, 20 a 21 let.
- za českou reprezentaci do 18 let odehrál Pavel Dreksa 6 zápasů (4 výhry, 1 remíza, 1 prohra, celkem 495 minut).
- za českou reprezentaci do 19 let odehrál Pavel Dreksa 3 zápasy (3 výhry, celkem 225 minut).
- za českou reprezentaci do 20 let odehrál Dreksa jediný zápas. V září a říjnu 2009 se zúčastnil mistrovství světa hráčů do 20 let v Egyptě[7], kde ČR vypadla v osmifinále s Maďarskem. Zde odehrál celý zápas proti Kostarice, který skončil výhrou Česka 3–2.[8]